# Harbansus paucichelatus
Harbansus paucichelatus är en kräftdjursart som först beskrevs av Louis S. Kornicker 1958.  Harbansus paucichelatus ingår i släktet Harbansus och familjen Philomedidae. Inga underarter finns listade i Catalogue of Life.